# Río Piene
Der Río Piene ist ein etwa 69 km langer linker Nebenfluss des Río Apurímac in der Region Ayacucho in Zentral-Peru.

## Flusslauf
Der Río Piene entspringt im äußersten Nordwesten des Distrikts Uchuraccay in der Provinz Huanta. Das Quellgebiet befindet sich an der Ostflanke der peruanischen Zentralkordillere auf einer Höhe von etwa 4260 m. Der Río Piene fließt knapp 30 km in Richtung Ostsüdost. Dabei trägt er abschnittsweise die alternativen Namen Quebrada Carhuauran, Quebrada Yerbabuenayoc und Quebrada Yanomayo. Anschließend wendet sich der Río Piene in Richtung Ostnordost und bildet von nun an die Grenze zur weiter östlich gelegenen Provinz La Mar. Nahe der Ortschaft Machente, bei Flusskilometer 25, wendet sich der Fluss in Richtung Nordnordost und mündet schließlich auf einer Höhe von etwa 550 m in den Río Apurímac. Am gegenüberliegenden Flussufer des Río Apurímac befindet sich die Kleinstadt Pichari sowie die Mündung des Río Pichari. Zwischen den Flusskilometern 40 und 10 verläuft die Fernstraße Ayacucho–San Francisco entlang dem rechten Talhang.

## Einzugsgebiet
Der Río Piene entwässert ein Areal von etwa 780 km². Das Einzugsgebiet erstreckt sich über die Distrikte Ayna und Uchuraccay sowie den Süden des Distrikts Sivia. Es reicht im Westen bis zur teils über 4000 m hohen Wasserscheide der peruanischen Zentralkordillere. Das Einzugsgebiet des Río Piene grenzt im Süden an das des Río Santa Rosa, im Südwesten an das des Río Torobamba, eines Zuflusses des Río Pampas, im Westen an das des Río Mantaro sowie im Norden an das Einzugsgebiet des Río Chuimacota, eines Zuflusses des Río Apurímac.

## Wasserkraftnutzung
Im Jahr 2012 wurde eine Studie zu einem Wasserkraftwerk am Mittellauf des Río Piene oberhalb von Machente erstellt. Gemäß der Planung würde das Wasser über einen 6,45 km langen Tunnel und eine 338 m lange Druckleitung zum Wasserkraftwerk geleitet. Die Netto-Fallhöhe würde 532 m betragen, der Durchfluss 4,6 m³/s. Das Wasserkraftwerk würde mit zwei vertikal gerichteten Pelton-Turbinen und einer installierten Leistung von 20 MW eine Jahresstromproduktion von 143 GWh erzielen. Das Projekt wurde offenbar noch nicht realisiert.